# Faurholt Kirke
Faurholt Kirke er en kirke i udkanten af Faurholt, beliggende i Faurholt Sogn, 5 km nord for Ikast.
Kirken, som er bygget i 1911, er  tegnet af Victor Gullev, hvis historicistiske stil henter inspiration fra middelalderens landsbykirker. Inventaret er primært fra indvielsesåret, dog er alterpartiet udskiftet i 2003 med et nyt alterbord og -skranke af Thomas Meedom-Bæch, og altertavle af Adi Holzer som erstattede den originale af Christian Bang, samt malerierne på prædikestolen.